# Unity Operating System
Unity Operating System (также Unified Operating System, UOS, кит.: 统一 操作系统) — операционная система (дистрибутив Linux), разработанный компанией UnionTech (кит.: 统 信 软件) по заказу Китайской Народной Республики в целях замещения иностранных операционных систем, основан на дистрибутиве Deepin.
Разрабатываются две ветки — настольная и серверная. 
Первая бета-версия была выпущена в декабре 2019 года и размещена на официальном сайте, первая стабильная версия вышла 14 января 2020 года.
Ориентирована в первую очередь на китайский рынок и предназначена для замены Microsoft Windows в стране к 2022 году, в связи с чем основной фокус сделан на поддержку местных компьютеров и их периферии, прежде всего — платформы Zhaoxin (в настольной ветке поддерживается вся линейка процессоров KX-6000, а в серверной — KH-30000), в перспективе планируется поддержка платформ Loongson, Sunway, а также архитектуры ARM.